# جامعه علمی
جامعه علمی شبکه گسترده‌ای از دانشمندان در تعامل با یکدیگر است. این جامعه شامل بسیاری «زیر-جامعه» است که هر کدام در زمینه علمی خود در نهادهای مختلف، به صورت میان‌رشته‌ای و میان‌سازمانی کار می‌کنند. از جامعه علمی انتظار عینیت و بی‌طرفی با استفاده از روش علمی می‌رود. این بی‌طرفی از طریق داوری همکاران، و بحث و بررسی در ژورنال‌های علمی و کنفرانس‌ها به دست می‌آید. عینیت با حفظ کیفیت متدلوژی تحقیق و تفسیر نتایج حاصل می‌شود.